# Johnny Velkeneers
Jean 'Johnny' Velkeneers (Ukkel, 15 juni 1950) is een gewezen Belgisch voetballer. Hij speelde in zijn loopbaan onder meer voor RSC Anderlecht, Club Brugge; KSC Lokeren en R. Antwerp F.C.

## Carrière
Velkeneers leerde voetballen bij de jeugd van Alsemberg, maar belandde op dertienjarige leeftijd bij RSC Anderlecht. Hier debuteerde hij in 1969 aan de zijde van spelers als Paul Van Himst, Thomas Nordahl en Jean Cornelis. Velkeneers bleek een geschikte opvolger voor de 33-jarige centrale verdediger Pierre Hanon, die aan zijn laatste seizoen bezig was. In 1970 bereikte Velkeneers met Anderlecht de finale van Jaarbeursstedenbeker, die het verloor van Arsenal FC. Het was de eerste maal dat een Belgische club een Europese voetbalfinale bereikte.
In 1971 trok Velkeneers naar de rivalen van Club Brugge. Hij werd samen met zijn Anderlechtploegmaat Wilfried Puis gebruikt als pasmunt voor de overstap van Rob Rensenbrink. Ook bij Club werd Velkeneers meteen een titularis. In 1973 veroverde hij met blauw-zwart onder leiding van de Nederlandse coach Leo Canjels de landstitel. Een seizoen later kwam de weinig scorende verdediger minder vaak aan de bak. In de verdediging leed hij onder de concurrentie met onder meer Georges Leekens en Erwin Vandendaele.
Na drie seizoenen in Brugge verhuisde hij in 1974 naar de kersverse eersteklasser KSC Lokeren. In Oost-Vlaanderen werd Velkeneers een vaste waarde in de defensie. In zijn eerste seizoen nam hij sportief wraak door 2-2 gelijk te spelen in het gloednieuwe Olympiastadion van Club Brugge. Vanaf 1975, op uitzondering van het seizoen 1977/78, strandde Lokeren steevast in de top 5 van het eindklassement. Velkeneers zelf had in die prestatie een groot aandeel, maar kwam vanaf 1979 nog amper aan spelen toe. In 1980 drong een transfer zich op.
In de zomer van 1980 ruilde de verdediger Lokeren in voor het R. Antwerp FC van trainer Dimitri Davidović. Bij Antwerp kreeg Velkeneers opnieuw speelkansen, maar hield hij het na één seizoen voor bekeken. De ondertussen 31-jarige verdediger zette een stap terug naar de tweedeklasser Berchem Sport, waar hij tot 1983 bleef. Nadien speelde hij nog twee seizoenen voor KVV Overpelt Fabriek.
Na zijn spelerscarrière ging Velkeneers aan de slag als trainer. Zo was hij onder meer bij KSC Hasselt en Lommel SK coach. Als speler werd hij nooit opgeroepen voor de Rode Duivels. Wel voetbalde hij enkele wedstrijden voor België -19 en het nationale B-elftal.
Momenteel is hij aan de slag als trainer bij Red Star Beverlo.